# Y Trĩ Tà thiền vu
Y Trĩ Tà thiền vu (tiếng Trung: 伊稚斜单于; bính âm: Yīzhìxié Chányú; trị vì 126–114 TCN), là một thiền vu của Hung Nô, kế vị Quân Thần thiền vu. Y Trĩ Tà thiền vu trị vì song song với Hán Vũ Đế (trị vì 141–87 TCN), trước đó Vũ Đế đã phá vỡ hiệp ước hòa thân với người Hung Nô.
Y Trĩ Tà thiền vu trị vì vào một trong những giai đoạn tích cực nhất trong lịch sử Trung Quốc, và một trong những thời kỳ khó khăn trong lịch sử Hung Nô. Để lên ngôi, Tả Cốc Lễ vương Y Trĩ Tà, một em trai của Quân Thần thiền vu, đã tiến hành chính biến chống lại người kế vị là thái tử. Trong một trận đánh, thái tử đã thất bại và phải chạy trốn và quy phục nhà Hán, và được Hán Vũ Đế phong tước hầu; vài tháng sau thì thái tử mất. Một vài năm trước khi Y Trĩ Tà thiền vu lên ngôi, năm 133 TCN, quân Hán đã chiếm được Ngạc Nhĩ Đa Tư, vốn do người Hung Nô chiếm giữ từ 80 năm trước tức từ thời Đầu Mạn thiền vu, sau một thời gian dài nằm dưới sự kiểm soát của Triệu. Sự mất mát này là một đòn giáng mạnh vào người Hung Nô, và chiến tranh bùng lên. Sau khi Y Trĩ Tà thiền vu lên ngôi, đến mùa hè có hàng vạn kị binh đột kích Đại quận và bắt giữ tới 1.000 người; vào mùa thu cũng xâm lấn và bắt giữ trên 1.000 người nữa.
Năm 125 TCB, quân Hung Nô trong 3 nhóm, mỗi nhóm có 30.000 kị binh, một lần nữa lại tiến đánh các quận của Trung Quốc. Tả Cốc Lễ vương, tức giận trước việc nhà Hán đã lấy đi Ngạc Nhĩ Đa Tư và cho lập Sóc Phương quận (朔方郡), đã vài lần tấn công biên giới với Trung Quốc; và khi tiến vào Ngạc Nhĩ Đa Tư, đã cướp bóc Sóc Phương, giết và bắt giữ nhiều quan lại cũng như dân chúng.
Vào mùa xuân năm 124 TCN, nhà Hán cử Vệ Thanh (卫青) cùng 10 vạn kị binh. Vệ Thanh chống Hung Nô từ Sóc Phương. Quân Hán vào ban đêm đã bao vây Tả Cốc Lễ vương, khi đó đang say sưa. Tả Cốc Lễ vương chạy trốn. Quân Hán đã bắt được 15.000 tù binh cả nam lẫn nữ và 10 cấp dưới của ông. Sang thu, quân Hung Nô trả đũa với 10.000 kị binh.
Năm 123 TCN, Vệ Thanh đã hai lần tấn công từ Định Tương quận, thâm nhập vào đất Hung Nô đến vài trăm lý. Trong những chiến dịch này, trên 19 nghìn người Hung Nô bị giết hoặc bị bắt, song quân Hán đã bị tổn thất nặng nề. Một vị tướng là, Tô Kiến (蘇建) đã chỉ đạo thoát ra, song chỉ huy của đội quân thứ hai là Triệu Tín (趙信) đã đầu hàng khi bị bao vây. Triệu Tín xuất thân vốn là một quý tộc nhỏ Hung Nô. Sau đó, ông đã kết hôn với chị/em gái của Y Trĩ Tà thiền vu và trở thành quân sư chính trong các vấn đề liên quan đến Hán. Theo lời khuyên của Triệu Tín, thiền vu đã chuyển đại bản doanh của mình tới phía bắc sa mạc Gobi, để tránh các cuộc tấn công trực tiếp từ Hán, và cũng nhằm thu hút quân Hán tiến sâu vào thảo nguyên để dễ bề tiêu diệt. Cuộc tranh giành Ngạc Nhĩ Đa Tư kết thúc với chiến thắng hoàn toàn thuộc về nhà Hán.
Sau khi đảm bảo được Ngạc Nhĩ Đa Tư, nhà Hán chuyển quân sang phía tây để chống các bộ lạc Hung Nô tại vùng Cam Túc ngày nay. Vào mùa xuân năm 121 TCN đội kị binh Hán gồm 10 nghìn ngựa do tướng Hoắc Khứ Bệnh (霍去病) dẫn đầu đã xâm lược đất Hung Nô. Sau nhiều trận chiến, Hoắc Khứ Bệnh đã bắt giữ được nhiều tù nhân và tượng thần bằng vàng dùng để hiến tế trời. Trong một cuộc đột kích cùng năm, Hoắc Khứ Bệnh đã nghiền nát quân Hung Nô, bắt giữ trên 2,5 nghìn và diệt trên 3 vạn lính Hung Nô, song ông cũng bị mất một nửa đội quân do tướng Lý Quảng chỉ huy, chỉ còn vài lính sóng sót.
Y Trĩ Tà thiền vu tức giận trước hai thất bại nghiêm trọng này, và ra lệnh cho hai chỉ huy báo cáo với triều đình. Cả hai người đều sợ bị trừng phạt, một người muốn cả hai cùng đến Hán, song người còn lại không nghe theo, vì thế đã bị giết. Hành động phản quốc này làm thay đổi cán quân quyền lực, tăng cường vị thế của nhà Hán. Trong các cuộc tấn công của nhà Hán từ 124 đến 119 TCN, 30 vạn lính cùng dân thường Hung Nô đã bị giết hay bắt giữ.